# Мис
Мис, мис-хум — лесной дух в ханты-мансийской мифологии; антропоморфный великан, равный или превышающий рост деревьев, похожий на менква, но доброжелательный по отношению к людям.

## Общие особенности
Мис считались творениями Калтащ-эквы, верховной богини-матери. Женщины-мисы в мифологических сказках — жёны богов, ассоциировавшихся с идолами. Так, Ур-миш-ней — жена Мир-Суснэ-хума. Иерархия духов подвластна Мир-Суснэ-хуму: мис и даже менквы ежегодно платили ему дань. Хотя Мис были великанами, в рост с деревьями, они доброжелательно относились к людям, и браки между ними приносили удачу и богатство. Считалось, что дочери мисов, вступающие в связь с людьми, приносят богатство при условии, если их не увидит посторонний.

## Нарративы
Одна из женщин, Мис-нэ стала жить в селении со своим мужем-охотником, но люди обижали её. Ей пришлось вернуться в лес и она наделила своего сына волшебными способностями все видеть и слышать в лесу.
Мужские духи мис-хум особо почитались охотниками. Один старик сделал для себя Мис-хум-ойку — деревянного идола, и поставил в своих охотничьих угодьях ему священный амбар. Он регулярно навещал идола в его избушке, приносил водку и варево — мясо и рыбу, особенно после добычи первого лося или первой рыбы. Сам он ел только тогда, когда от еды переставал идти пар: им питался Мис-хум.

## Тотемический миф и культ
Ханты и манси делятся на две родовых объединения — фратрии, которые могут обмениваться женами: Мось (Мощ) и Пор. Каждая имеет свои священные символы и ритуалы. Люди Мось (имя считается родственным имени народа манси) верили, что они являются потомками богини земли Калтащ-эквы или созданных ею мис. В культовом месте Сяхыл-Торума находились идолы разных существ, связанных с фратрией Мось: духи огня Най-эква и найын-отыры, а также мужские и женские духи мис-хум и мис-не.
Йибы-ойка («Филин-старик») — особо почитаемый дух фратрии Пор. Некогда он воевал с женскими духами мис (поскольку они из фратрии Мось), но повредил в бою ногу и упал в реку Ляпин.